# Fülöp Zsuzsanna
Fülöp Zsuzsanna (Budapest, 1969. –) magyar opera-énekesnő (szoprán).

## Életpályája
Tanulmányai a Liszt Ferenc Zeneművészeti Főiskolán végezte 1992-ben Andor Éva tanítványaként énekművészi szakon, majd 1994-ben operaénekes szakon szerzett diplomát Békés András tanítványaként. 1995-ben a Magyar Állami Operaház szerződtette. 1995-ben fellépett Hamburgi Magyar Napokon, áriaesteket adott Dél-Koreában. 1997-ben Skandináviában vendégszerepelt, majd 2000-ben Magyar Állami Eötvös Ösztöndíjjal a bécsi Staatsoper énekmesterénél tanult. 2002-ben a Budapesti Tavaszi Fesztiválon közreműködött Poulenc: A karmeliták beszélgetései című operájának magyarországi bemutatóján. A világ számos operaházában fellépett, elsősorban Mozart-szerepekben. Oratóriumokat is énekel.

## Főbb szerepei
- Bizet: Carmen - Micaela
- Csajkovszkij: Anyegin - Tatjana
- Leoncavallo: Bajazzók - Nedda
- Mozart: Così fan tutte - Despina
- Mozart: Don Giovanni - Donna Elvira
- Mozart: Figaro házassága - Susanna, Grófné
- Mozart: Titus kegyelme - Servilia
- Mozart: A varázsfuvola - Pamina
- Puccini: Bohémélet - Musette
- Stravinsky: Mavra - Parasa

## Oratórium
- Johann Sebastian Bach: János-passió
- Johann Sebastian Bach: Máté-passió
- Johann Sebastian Bach: Magnificat
- Johann Sebastian Bach: h-moll mise
- Johann Sebastian Bach: Karácsonyi oratórium
- Johann Sebastian Bach: Kantáták
- Ludwig van Beethoven: IX. szimfónia
- Ludwig van Beethoven: Missa Solemnis
- Hector Berlioz: Te Deum
- Johannes Brahms: Német requiem
- Joseph Haydn: Évszakok
- Joseph Haydn: Nelson-mise
- Felix Mendelssohn: Éliás
- Gustav Mahler: Des Knabenwunderhorn
- Wolfgang Amadeus Mozart: Exultate jubilate
- Wolfgang Amadeus Mozart: c-moll mise
- Wolfgang Amadeus Mozart: Requiem
- Giovanni Battista Pergolesi: Stabat Mater
- Richard Strauss: Vier letzte Lieder